# Wybczyk
Wybczyk – wieś w Polsce położona w województwie kujawsko-pomorskim, w powiecie toruńskim, w gminie Łubianka.
We wsi znajduje się dwór z 1898 r. wraz z parkiem oraz stary dworzec kolejowy nieistniejącej, od roku 1992, linii kolejowej nr 246 Toruń Wschodni–Chełmno. W latach 1975–1998 miejscowość administracyjnie należała do województwa toruńskiego. Według Narodowego Spisu Powszechnego (III 2011 r.) liczyła 172 mieszkańców. Jest najmniejszą miejscowością gminy Łubianka.